# Masia dels Roters
La Masia dels Roters és una masia situada al municipi de Térmens, a la comarca catalana de la Noguera a una altitud de 219 metres.